# 瓦溪镇
瓦溪镇，是中华人民共和国广东省河源市紫金县下辖的一个乡镇级行政单位。

## 行政区划
瓦溪镇下辖以下地区：
紫金县瓦溪镇社区、围澳村、瓦溪村、四联村、下濑村、上濑村、上东村、半岗村、新龙村、墩头村、高田村、公坑村、洪田村、九树村、椒坑村、茶岗村和红光村。